# Папиллярные линии
Папиллярные линии (от лат. papilla — сосок) — рельефные линии на ладонных и подошвенных поверхностях (включая пальцы) у людей, обезьян и некоторых других млекопитающих. У ряда животных индивидуальный характер носит рисунок папиллярных линий на кончике носа. Особенность рисунка папиллярных линий используется в дактилоскопии.

## Кожа
Согласно гистологическим сведениям, кожа человека состоит из трёх слоёв — эпидермиса, собственно кожи (дермы) и подкожно-жировой клетчатки.

### Эпидермис
Поверхностный слой, или эпидермис, состоит из пяти слоёв, расположенных в следующем порядке по направлению снаружи внутрь:
1. роговой слой, состоящий из тонких чешуек, вполне кератинизированных (ороговевших), способных шелушиться и таким образом отделяться;
2. прозрачный слой, состоящий из клеток, сильно сплющенных, прозрачных, с атрофированным ядром;
3. гранулёзный слой, клетки которого содержат зернышки элеидина, вызывающего ороговение;
4. мальпигиев слой, состоящий из нескольких рядов многогранных клеток, содержащих пигмент, от которого зависит окраска кожи;
5. основной слой, состоящий из одного ряда цилиндрических или призматических клеток и являющийся образующим слоем эпидермиса, дающим ему возможность восстанавливаться, пока сам он не повреждён.

Отпечаток пальца

### Дерма
Глубокий слой кожи, называемый дермой, состоит из соединительной ткани, эластичной ткани, гладких мускульных волокон и жировой ткани. Кроме того, в ней находятся сосочки, делающие её поверхность узорчатой. Сосочки эти достигают наибольших размеров именно на ладонях и подошвах, и приобретают сложное строение, имея иногда от 2 до 5 вершин при одном основании. В этих местах сосочки расположены рядами. Они образуют возвышающиеся в виде гребней линии кожи, разделённые друг от друга бороздками и достигающие ширины от 0,2 до 0,5 мм. На вершине каждого такого гребня кожи находятся два ряда сосочков, между которыми расположены отверстия потовых канальцев. Эпидермис, покрывающий сосочки, несколько приподнят ими и, таким образом, участвует в образовании кожных гребней (папиллярных линий). 
Под влиянием раздражения кожи (порез, ожог и т. д.) верхние слои эпидермиса отслаиваются и снимаются с нижележащей дермы, в соединении с которой остаётся большая часть мальпигиева слоя. Под влиянием указанного раздражения слизистая часть эпидермиса выделяет серозный экссудат, иногда с примесью крови, который отслаивает роговые слои и помещается между раздражителем и сосочками дермы в виде более или менее серозной жидкости. Благодаря этой реакции самозащиты со стороны слизистой ткани мальпигиева слоя, сосочки защищены от поверхностных травм кожи, и эти травмы не вызывают изменений в узорах кожи. В конце концов, эксудат рассасывается или вытекает, отслоившиеся роговые чешуйки высыхают и отпадают, открывая восстановившуюся кожу с прежними папиллярными линиями.
Если повреждение кожи более глубоко, оно вызывает разрушение более или менее обширной части узора папиллярных линий; тогда неизбежно появляется рубец, в котором место исчезнувших сосочков занято новообразовавшейся фиброзной тканью.